# チョウモドキ
チョウモドキ Argulus coregoni Thorell は、魚に寄生する甲殻類の1つ。日本でもっとも普通なチョウによく似た別種である。冷水域の魚に寄生する。

## 形態
形態はほぼチョウと同じである。大きさは本種の方が一回り大きく、雌は体長8-12mm、雄はやや小さい。頭部と胸部からなる頭楯はほぼ円形に広がる。胸部には4対の遊泳肢があり、その後には扁平で後端が左右に裂けた形の腹部がある。この腹部が本種ではチョウより長く大きく、先端が尖る。また、腹部にある精巣の腹背に黒い斑点が多数ある。遊泳肢の後縁には羽状棘毛がある。

## 分布
ヨーロッパに広く分布する。日本では古くから東京都と近畿地方で知られてきたが、これはヨーロッパから持ち込んだ魚と共に侵入した移入種との考えがあった。しかしその後四国でも発見されるなど国内での発見が増加し、在来の魚種からの発見などもあり、本種の日本における分布が移入によるものとの判断に疑問を呈する向きもある。
その可否はともかく、現時点で、日本にはこの2種が共存しており、本種はマス類のような冷水性の淡水魚を宿主とし、チョウはキンギョのような温水生淡水魚を宿主とする。両種が混合寄生していた例は発見されていない。

## 宿主
本種は上記のようにマス類に寄生して発見されることが多い。自然の河川より、養殖地のものから見つかることが多く、またニジマスのように遊泳力の強いものより、イワナなどのように泳ぎの緩やかな種で発見されることが多いという。